# Departament de La Paz (El Salvador)
La Paz és un dels catorze departaments que conformen la República del Salvador. La capçalera departamental és la ciutat de Zacatecoluca. El departament de la Paz és al sector centre-sud del Salvador. Els seus límits són el llac Ilopango i el departament de Cuscatlán al nord, el departament de San Vicente al nord-est i est, els departaments de San Salvador i La Libertad a l'oest i l'Oceà Pacífic al sud.

## Història
El territori del departament, d'acord amb les restes arqueològiques trobades en el sector comprès entre els rius Lempa i Jiboa, va estar poblat per comunitats maies-quitxés fins a finals del segle xi. En aquells dies es va produir la primera onada invasora de pobles nàhues mesoamericans.
Després de l'ocupació tolteca, en el procés de la qual d'assentament van tendir a barrejar-se amb les tribus maies locals, es van establir quatre segles més tard els nonualcos, pertanyents al grup pipil asteca. A ells es deu la fundació o repoblació de nuclis urbans com els de Cuyultitán, Analco, Tecoluca, Santiago, San Pedro, San Juan Nonualco, Santa María Ostuma i Zacatecoluca. Aquesta última població era, en temps de la colònia, una de les quatre urbs precolombinrs de major importància del país i, com a tal, va ser designada capçalera de partit en 1786.
En 1814, la ciutat de Zacatecoluca va protagonitzar un dels episodis més significatius del moviment independentista salvadorenc, quan els nonualcos es van alçar en armes, van prendre la població i van obligar el seu intendent a proclamar l'emancipació. Una vegada assolida aquesta, la creixent població i riquesa de Zacatecoluca va determinar que en 1823 la població fos elevada a la categoria de vila, aconseguint la de ciutat en 1844.
En 1852, el govern de Francisco Dueñas va crear el departament a partir de territori que des de 1824 era part del departament de San Vicente.

## Municipis
1. Zacatecoluca (cap departamental)
2. Cuyultitán
3. El Rosario
4. Jerusalén
5. Mercedes La Ceiba
6. Olocuilta
7. Paraíso de Osorio
8. San Antonio Masahuat
9. San Emigdio
10. San Francisco Chinameca
11. San Pedro Masahuat
12. San Juan Nonualco
13. San Juan Talpa
14. San Juan Tepezontes
15. San Luis La Herradura
16. San Luis Talpa
17. San Miguel Tepezontes
18. San Pedro Nonualco
19. San Rafael Obrajuelo
20. Santa María Ostuma
21. Santiago Nonualco
22. Tapalhuaca